# Tanzfilm
Ein Tanzfilm ist ein Film mit Tanzeinlagen; im engeren Sinne thematisiert ein Tanzfilm auch das Tanzen an sich.

## Das Genre

### Begriff
Der Tanzfilm ist ein Genre, das nicht eindeutig definiert werden kann. Seine Anfänge gehen bis auf die Entwicklung des Tonfilms in den 1920er-Jahren zurück. Er ist eng verbunden mit Hollywood, dem Zentrum des Films in den USA, und zugleich eng verknüpft mit den Musiktheater-Produktionen des Broadways, die dem Tanzfilm lange Zeit als Vorlage dienten. Den Begriff „Tanzfilm“ gibt es nur im Deutschen, es gibt in anderen Sprachen keine äquivalente Übersetzung. Standardbezeichnungen für Tanzfilme im Englischen sind „musical comedy“, „musical film“, „music film“ oder einfach „romantic comedy“. Diese Begriffe heben weniger den Tanzaspekt hervor, sondern umfassen gleichermaßen Tanz, Musik, Gesang, humoristische und romantische Elemente.

### Charakter
Ein Tanzfilm zeichnet sich durch die deutliche Betonung auf die Tanzszenen aus, bei denen die oder der Tänzer am besten in Ganzkörperansicht gefilmt werden sollten. Dies ist angeblich auf Fred Astaire zurückzuführen, der auf diese Perspektive bestand. Sequenzen, in denen nur teilweise Bewegungen gezeigt werden, sind allenfalls beim Stepptanz oder im Stillstand, der Pose, zu bevorzugen. Realisiert wird die Ganzkörperansicht oft durch die Verwendung eines Weitwinkelobjektivs, mit dem die Tanzszenen aufgenommen werden.
Mitreißende Choreographien mit 30 oder mehr Tanzpaaren sind dabei lange Zeit ein wesentliches Element des Tanzfilms gewesen, welches aber mit seinem Niedergang völlig in den Hintergrund getreten ist. Der moderne Tanzfilm konzentriert sich auf wenige Tänzer, wenn nicht nur auf ein einziges Tanzpaar, bzw. einen einzigen Tänzer/eine einzige Tänzerin.

### Abgrenzung zum Musicalfilm
Ein verfilmtes Musical wird im Deutschen „Filmmusical“ oder „Musicalfilm“ genannt. Die Grenzen zum Tanzfilm haben sich hier mit der Zeit verflüchtigt. Berühmte Musicals wie Grease sind verfilmt worden und erfolgreiche Tanzfilme wie Saturday Night Fever oder Dirty Dancing wurden später zu Musicals umgearbeitet. In Musicalfilmen finden sich oft noch Anklänge an die Theaterproduktionen der Musical-Vorlagen. Die Schauspieler spielen wie auf einer Bühne dem Publikum zugewandt; der Kino-/Fernsehzuschauer übernimmt den Part des Theaterzuschauers.
Musicals gewinnen ihren Stoff aus der gesamten Breite des Lebens, welcher dann mit Tanzszenen angereichert wird. Im Grunde jedoch wirken die Tanzszenen ins Musical hineingelegt – das Musical käme auch ohne Tanzszenen aus und der Plot bliebe dennoch komplett. Der Tanzfilm hingegen hat den Tanz auch zum Inhalt; Tanz und Geschehen korrespondieren miteinander. Im Einzelfall kann ein Musical sich aber auch direkt tänzerischen Themen widmen (etwa A Chorus Line), so dass die Verfilmung dann den Charakter eines Tanzfilms bekommt.

## Entwicklung

### Frühphase des Tonfilms
Zwar existieren bereits aus den ersten Jahrzehnten des Films Aufnahmen tanzender Paare, aber selbst für versierte Begleitpianisten der ersten Kinos war es schwer, dabei völlige Synchronität des Takts zu erreichen.
Im ersten Tonfilm, The Jazz Singer, tauchten schließlich auch tanzende Chorus Girls auf, so dass es unvermeidbar war, bis Hollywood auch die Broadway-Produktionen als Filmstoff entdeckte. The Broadway Melody gilt als eines der ersten Tonfilm-Musicals. Ab 1929 wurde es in unzähligen Kapiteln heruntergedreht, die alle mehr den Charakter von Revuefilmen hatten, in denen die Erfolge eines Jahres aneinandergereiht wurden. Die Produktionsfirma Metro-Goldwyn-Mayer steigerte sich in den 1930er-Jahren zum Marktführer von Musicals. Die Musikstücke wurde mit einer kleinen Grundgeschichte zu einer spärlichen Handlung verbunden.

### Die goldene Ära des Tanzfilms
Mit der Entdeckung von Fred Astaire bekam der Tanzfilm eine eigene Qualität, da sein unvergleichbarer Tanzstil und die Choreographien eines Hermes Pan dem Tanzfilm besondere Eleganz und Stil gaben. Außerdem erhielten nun die Filme, wie Flying Down to Rio oder Invitation to Dance, ein deutlich höheres Budget, professionelles Marketing und ein ausgestalteteres Drehbuch.
In den 1930er-Jahren und in den beiden folgenden Jahrzehnten kamen mit seiner Hauptpartnerin Ginger Rogers, seinem Freund, Kollegen und fast ebenso einzigartigen Tänzer Gene Kelly sowie der Königin des Stepptanzes Eleanor Powell weitere Giganten des Tanzfilms dazu.

### Die Wandlung zum Musicalfilm
Spätestens seit Ende des Zweiten Weltkrieges wurde das Publikum anspruchsvoller, so dass die Produzenten auf die zahlreichen Musicalstoffe des Broadway zurückgriffen, um der Story mehr Inhalt zu geben. Nunmehr stand nicht allein der Tanz im Vordergrund – dennoch entstanden mit Die roten Schuhe (1948), Ein Amerikaner in Paris (1951), Singin’ In The Rain (1952), Vorhang auf! (1953), Kiss Me, Kate (1953) oder Seven Brides for Seven Brothers (1954) epochale Tanzfilme. Mit ihren Tanzchoreographien (siehe etwa die spätere Verfilmung von West Side Story 1961) reichte ihr Einfluss bis hin zu den Anfängen der Musikvideos.

### Niedergang des Tanzfilms
Ausgerechnet verwandte Produktionen der 1950er-Jahre, wie die Wasserrevuen einer Esther Williams verwässerten buchstäblich den Tanzfilm. Zwar spielten hier auch noch beste Tanz- und Swingorchester wie Harry James oder Xavier Cugat mit, aber der eigentliche Tanz wurde noch stärker in den Hintergrund gedrängt. Außerdem wurde es seit den 1960er-Jahren um die einstigen Stars mit zunehmendem Alter ruhiger.

### Renaissance des Tanzfilms
Erst mit dem überraschenden Erfolg von Saturday Night Fever (1977) und dem Musicalfilm Grease (1978) mit John Travolta und Olivia Newton-John war der Tanzfilm wieder da: ein notwendiges Minimum an Story, eingängige Songs, mitreißende Tanzszenen. Fame – Der Weg zum Ruhm (1980), Flashdance (1983), Footloose (1984), und Dirty Dancing (1987) waren in den 1980er-Jahren die größten Erfolge. Der große Erfolg des Films Fame – Der Weg zum Ruhm führte sogar zur gleichnamigen Fernsehserie Fame – Der Weg zum Ruhm die mit insgesamt 136 einstündigen Folgen von 1982 bis 1987 mit ähnlich großem Erfolg produziert wurde.
Nach dem vielfach gelobten, aber kommerziell wenig erfolgreichen Film Stepping Out (1991) und Baz Luhrmanns erstem Film Strictly Ballroom – Die gegen alle Regeln tanzen (1992) folgte in den 1990er-Jahren wieder ein Jahrzehnt des Niedergangs.

### 2000er Jahre
Dokumentarische Tanzfilme wie Center Stage (2000), The Company – Das Ensemble (2003) und Rhythm Is It! (2004) begleiten Tänzer in ihrer Arbeit und ihrem Leben. In Mad Hot Ballroom (2005) werden Schüler aus New Yorker Schulen dabei begleitet, wie sie verschiedene Gesellschaftstänze erlernen, um in einem Wettbewerb gegeneinander anzutreten. Der Film berichtet von ihren Gedanken und Gefühlen und dokumentiert ihre Lebensumstände und ihre Entwicklung. In Tanz mit der Zeit (2006/7) dient das autobiographische Tanztheaterstück „Zeit – tanzen seit 1927“ von Heike Hennig als Filmvorlage. Vier ehemalige Balletttänzer kehren mit 80 Jahren auf die Bühne der Oper Leipzig zurück und tanzen und erzählen ihre außergewöhnlichen Lebensgeschichten. 2011 brachte Wim Wenders mit „Pina“ erstmals einen international beachteten Tanzfilm in 3D-Technologie heraus.
Erfolgreiche klassischen Tanzfilme der 2000er sind beispielsweise Billy Elliot – I Will Dance (2000), Darf ich bitten? (2004) mit Richard Gere und Step Up (2006), von dem mehrere Fortsetzungen gedreht wurden.
Moulin Rouge! (2001) und Chicago (2002) führten zu einer Renaissance von Musical Filmen, wie Hairspray (2007), Sweeney Todd – Der teuflische Barbier aus der Fleet Street (2007), Mamma Mia! (2008)

### Gegenwart
Neuere Tanzfilme sind Black Swan (2010) und Magic Mike (2012), von dem zwei Fortsetzungen gedreht wurden, sowie der georgische Film Als wir tanzten (2019).
Neuere erfolgreiche Musical-Filme sind Les Misérables (2012), La La Land (2016), Die Schöne und das Biest (2017) und Mary Poppins’ Rückkehr (2018).

## Themen
Der Tanzfilm zeichnet sich durch eine filmische Betonung der Tanzszenen aus, zudem thematisiert er in der Gegenwart auch zunehmend das Tanzen an sich. Dadurch bestimmen dem Tanz verwandte Themen die Handlung, etwa das Tanzen lernen oder das Streben der Tänzer nach Ruhm.
Tanzfilme werden insbesondere dann gerne produziert, wenn zu einem besonderen Musikrhythmus (Disco-Musik, Salsa, Samba, Hip-Hop etc.) der jeweilige Tanzstil vorgeführt werden soll und dieser dazu mit einer Filmhandlung umsponnen wird. Welcher Rhythmus ausgewählt wird, hängt von seiner Aktualität und der regionalen Verbreitung ab. In Mad Hot Ballroom (2005) wurde sogar der Merengue als eine eigene Disziplin des Standardtanzes aufgenommen.
Im Laufe der Zeit haben sich verschiedene Topoi im Genre etabliert, die von den großen erfolgreichen Filmvorbildern weitergegeben wurden:
- Der Wettkampf. Tanzen ist selten Selbstzweck, sondern zielt auf eine Präsentation hin. Das Tanzpaar tanzt auf der Tanzfläche vor, möchte gesehen werden, besser sein als andere, die Tanzfläche „leerfegen“ (Saturday Night Fever, Footloose, Salsa, it’s hot). Eine Aufnahme an eine Tanz- oder Ballettschule wird angestrebt und erfordert eine Aufnahmeprüfung, bzw. ein Vortanzen (Fame – Der Weg zum Ruhm, Flashdance, Save the Last Dance, Honey). Die Krönung aber ist natürlich der Tanzwettbewerb, an dem ein Tanzpaar teilnimmt, und den es meistens auch gewinnt (Dirty Dancing, Dirty Dancing 2, Strictly Ballroom – Die gegen alle Regeln tanzen, Darf ich bitten?, Rhythm Is It!, Center Stage, Dance with Me, Salsa, It’s Hot, Mad About Mambo, Saturday Night Fever u. a.).
- Der Tanz dient traditionell dem Finden eines geeigneten Partners; Tanzen ist Werben um eine Frau. So finden sich auch in fast allen Tanzfilmen Paare, die sich näherkommen und ineinander verlieben. Der Tanz überwindet dabei nicht selten soziale und kulturelle Schranken: Die Tanzpartner finden trotz gesellschaftlicher Hindernisse und verschiedener Herkunft zueinander (Dirty Dancing, Dirty Dancing 2: Havana Nights, Center Stage, Dance with me, Danzón, Salsa & Amor, Mad About Mambo, The Company – Das Ensemble, Save the Last Dance).
- Tanzen muss auch im Film gelernt werden. Die Tänzer müssen dazu oft hart arbeiten, um das Tanzen zu erlernen (Fame – Der Weg zum Ruhm, Mad About Mambo, Flashdance, Center Stage, Darf ich bitten?, Honey, Save the Last Dance, Rhythm Is It!, The Company). Ein Tanzpaar trainiert und unterstützt sich selbst, oft ist einer der beiden erfahrener, wenn nicht gar Tanzlehrer, und hilft dem anderen unerfahreneren Partner in kürzester Zeit, tanzen zu lernen (Salsa & Amor, Dirty Dancing, Dirty Dancing 2: Havana Nights, Dance with me, Strictly Ballroom – Die gegen alle Regeln tanzen, Save the Last Dance).
- Tanzen hat oftmals etwas Anrüchiges und Verbotenes. Im Tanzen gelten die alten Regeln nicht mehr – neue, sinnliche Bewegungen und Drehungen werden erprobt (Dirty Dancing, Strictly Ballroom, Mad About Mambo, Flashdance, Salsa & Amor). Konservative Beschränkungen und Verbote werden durchbrochen (Footloose, Dirty Dancing 2: Havana Nights, Shall We Dance?).
- Tanzen verändert die Tänzer. Im Tanz ist man jemand anderes, nicht mehr der Mensch des Alltags; man wird durch das Tanzen reifer (Saturday Night Fever, Salsa, it’s hot, Mad About Mambo, Center Stage, Dirty Dancing, Dirty Dancing 2: Havana Nights, Rhythm Is It!). Oft ist dieser Prozess nicht mehr umkehrbar: Nach dem Tanzen verlässt man seine alten Verhältnisse, kann nicht mehr zurück, bzw. geht weg (Saturday Night Fever, Salsa & Amor, Honey, Dirty Dancing 2: Havana Nights, Danzón).

## Film-Dokumentation
- That’s Dancing! (USA 1985) – Umfangreiche Dokumentation über die Geschichte des Tanzfilms.